# Danja
Danja, właściwie Floyd Nathaniel Hills (ur. 22 lutego 1982 w Virginia Beach) – amerykański producent muzyczny, kompozytor i autor tekstów.
Urodził się w Virginia Beach w Wirginii i jako nastolatek zaczął grać na perkusji i pianinie. Pierwsze lekcje muzyczne pobierał w kościele. W 2001 skorzystał z szansy puszczenia kilku swoich utworów Timbalandowi. Ten poznał się na jego talencie i już dwa lata później zaproponował mu pracę w swoim studiu w Miami.
Danja przyczynił się do powstania hitów, które wyprodukował razem z Timbalandem, a które przyniosły popularność tylko temu drugiemu. Należą do nich: „Promiscuous” i „Say It Right” Nelly Furtado, „SexyBack”, „What Goes Around... Comes Around” i „My Love” Justina Timberlake’a czy „Give It to Me” i „The Way I Are” z drugiego solowego albumu Timbalanda. 
Danja samodzielnie skomponował przebój powracającej do sławy Britney Spears – „Gimme More”, a także kilka innych utworów z jej albumu Blackout (2007). Producent wyprodukował utwory na albumy m.in.: Madonny Hard Candy, Ushera Here I Stand, Britney Spears Circus (2008) oraz Whitney Houston I Look to You, Ciara Fantasy Ride, Keri Hilson In a Perfect World... (2009).

## Sprzęt muzyczny
Danja używa laptopa, kontrolera MIDI Edirol, samplera Akai MPC4000, syntezatora Alesis Andromeda A6, keyboardów Korg Triton i Yamaha Motif, jak wynika z wywiadu z nim opublikowanego w „Remix Magazine”. W innym wywiadzie, przeprowadzonego przy okazji tworzenia nowego albumu Clipse, zdradza, że za produkcję jednego utworu życzy sobie od 50 do 100 tysięcy dolarów.